# Rogue Pictures
Rogue (originalmente Rogue Pictures) es una productora independiente estadounidense fundada en 1998 por Matt Wall y Patrick Gunn, que originalmente comenzó como un sello de películas de género del estudio de cine independiente afiliado a Universal, October Films, y tenía su sede en Universal City, California. Era conocido por producir películas de acción, no acción, suspenso y terror.
Fue propiedad de October Films desde 1998 a 1999, después de lo cual se fusionó con Gramercy Pictures para formar USA Films hasta su año original de desaparición en 2000. En 2004, Rogue fue revivido por Focus Features, que retuvo el estudio hasta 2009, cuando fue adquirido por Relativity Media. En junio de 2012, Rogue y Relativity Media vendieron 30 de sus películas a Manchester Library Company,  que fue adquirida por Vine Alternative Investments en abril de 2017. 

## Historia

### Era original de October Films (1998-2000)
El 2 de abril de 1998, Rogue Pictures se formó como una división del sello de cine independiente October Films de Universal Pictures, dirigido por Patrick Gunn y Matt Wall, con el fin de lanzar películas de género para competir con el sello Dimension Films de Miramax. Los estrenos en cines de Rogue, de forma muy similar a lo que hizo Dimension, serían manejados por su empresa matriz October Films, mientras que las ventas de video y televisión serían manejadas por la empresa matriz de October Films, Universal, y todas las ventas extranjeras serían manejadas por la subsidiaria de Universal, Good Machine. 
Uno de los primeros proyectos cinematográficos/adquisiciones de guiones aprobados por Rogue fue la película Cherry Falls, mientras que la primera adquisición de October a través del sello Rogue fue la película Orgazmo, aunque PolyGram Video manejó los derechos de video de la película.  El predecesor del género fue el sello de producción afiliado a October Films, Mad Dog Pictures, que fue diseñado para lanzar películas de género.  El nombre Rogue se abandonó en 2000 después de que October Films fuera absorbida por USA Films tras la fusión con Gramercy Pictures. 

### Era de Focus Features/Universal (2004-2008)
En 2004, el nombre y la marca fueron revividos como parte de Focus Features, propiedad de Universal, con el objetivo de "suspenso, acción, thriller y largometrajes urbanos de alta calidad con atractivo general y potencial de franquicia".  La renovada Rogue Pictures estaría dirigida por el mismo equipo que dirigió el grupo Focus Features, en lugar de tener su propio personal dedicado. 
En 2005, Universal amplió las operaciones de la compañía para convertirse en una división independiente con el nuevo objetivo de lanzar diez películas al año.  Más tarde ese año, Universal y Rogue firmaron un acuerdo con la recién formada Intrepid Pictures para producir, cofinanciar y distribuir películas durante cinco años.  En 2007, la distribución y comercialización de las películas de Rogue Pictures se trasladaron a Universal en turnos a nivel de toda la empresa para dar cabida a Focus Features, lo que puso a Rogue Pictures bajo un mayor control de la empresa matriz. 

### Relativity Media y la era de las empresas independientes (2008-2016)
En 2008, Relativity Media se acercó a Universal para comprar la empresa, una decisión descrita en los medios de entretenimiento como "audaz".  Al año siguiente, Relativity completó la adquisición de la empresa. En el momento de la compra, Rogue Pictures tenía más de dos docenas de títulos en su biblioteca, cuatro películas próximas a estrenarse y más de treinta proyectos en desarrollo.  Este acuerdo fue parte de la renovación del acuerdo de Relativity Media con Universal Pictures que se extendería hasta 2015, y Universal conservaría una participación en la distribución de futuras películas de Rogue.  El 7 de mayo de 2009, Relativity decidió convertir la marca Rogue en una marca de consumo que fue utilizada por el estudio. 

## Películas
| Título                                         | Fecha de lanzamiento                           | Notas                                          |
| División de October Films / Universal Pictures | División de October Films / Universal Pictures | División de October Films / Universal Pictures |
| ---------------------------------------------- | ---------------------------------------------- | ---------------------------------------------- |
| Orgazmo                                        | 23 de octubre de 1998                          |                                                |
| Thick as Thieves                               | 28 de enero de 1999                            |                                                |
| Trippin'                                       | 12 de mayo de 1999                             |                                                |
| Boricua's Bond                                 | 21 de junio de 2000                            |                                                |
| Cherry Falls                                   | 20 de octubre de 2000                          |                                                |
| Filial de Focus Features                       |                                                |                                                |
| Shaun of the Dead                              | 24 de septiembre de 2004                       |                                                |
| Seed of Chucky                                 | 12 de noviembre de 2004                        |                                                |
| Assault on Precinct 13                         | 19 de enero de 2005                            |                                                |
| Unleashed                                      | 13 de mayo de 2005                             |                                                |
| Cry Wolf                                       | 16 de septiembre de 2005                       |                                                |
| House of Voices                                | 18 de octubre de 2005                          |                                                |
| Dave Chappelle's Block Party                   | 3 de marzo de 2006                             |                                                |
| Waist Deep                                     | 23 de junio de 2006                            |                                                |
| Fearless                                       | 22 de septiembre de 2006                       |                                                |
| The Return                                     | 10 de noviembre de 2006                        |                                                |
| Altered                                        | 10 de noviembre de 2006                        |                                                |
| American Pie Presents: The Naked Mile          | 19 de diciembre de 2006                        |                                                |
| The Hitcher                                    | 19 de enero de 2007                            |                                                |
| Hot Fuzz                                       | 20 de abril de 2007                            |                                                |
| Balls of Fury                                  | 29 de agosto de 2007                           |                                                |
| American Pie Presents: Beta House              | 26 de diciembre de 2007                        |                                                |
| Doomsday                                       | 14 de marzo de 2008                            |                                                |
| The Strangers                                  | 30 de mayo de 2008                             |                                                |
| Filial de Relativity Media                     |                                                |                                                |
| The Unborn                                     | 9 de enero de 2009                             |                                                |
| The Last House on the Left                     | 13 de marzo de 2009                            |                                                |
| Fighting                                       | 24 de abril de 2009                            |                                                |
| A Perfect Getaway                              | 7 de agosto de 2009                            |                                                |
| MacGruber                                      | 21 de mayo de 2010                             |                                                |
| Catfish                                        | 17 de septiembre de 2010                       |                                                |
| My Soul to Take                                | 8 de octubre de 2010                           |                                                |
| Skyline                                        | 12 de noviembre de 2010                        |                                                |
| The Warrior's Way                              | 3 de diciembre de 2010                         |                                                |
| Season of the Witch                            | 7 de enero de 2011                             |                                                |
| Take Me Home Tonight                           | 4 de marzo de 2011                             |                                                |
| Limitless                                      | 18 de marzo de 2011                            |                                                |
| Cost of a Soul                                 | 20 de mayo de 2011                             |                                                |
| Shark Night                                    | 2 de septiembre de 2011                        |                                                |
| Movie 43                                       | 25 de enero de 2013                            |                                                |
| The Disappointments Room                       | 9 de septiembre de 2016                        |                                                |
| Empresa independiente                          |                                                |                                                |
| The Strangers: Prey at Night                   | 9 de marzo de 2018                             |                                                |
| Filial de Relativity Media                     |                                                |                                                |
| Violet                                         | 29 de octubre de 2021                          |                                                |